# سیزوه اندلووو
سیزوه اندلووو (انگلیسی: Sizwe Ndlovu؛ زادهٔ ۲۴ سپتامبر ۱۹۸۰) قایقران روئینگ اهل آفریقای جنوبی است.
وی در مسابقات کشوری و بین‌المللی در مجموع برندهٔ ۱ مدال طلا شده‌است.